# Scopula marginata
Scopula marginata är en fjärilsart som beskrevs av Louis Beethoven Prout 1913. Scopula marginata ingår i släktet Scopula och familjen mätare. Inga underarter finns listade.